# Báthory
La famiglia Báthory (in polacco: Batory) fu un'antica famiglia nobile ungherese.

## Origini
La famiglia Báthory apparteneva ai Gutkeled, un clan della nobiltà ungherese che trae la propria discendenza dai fratelli svevi Gut e Kelad, che erano emigrati in Ungheria dal castello di Stof (probabilmente Staufen im Breisgau, o Hohenstaufen in Württemberg) durante il regno di Pietro Orseolo d'Ungheria (1038-1046), a sua volta parzialmente discendente dei Polacchi.
L'attuale famiglia Báthory ebbe inizio nel XII secolo con András di Rakoméz, soprannominato il calvo, figlio di Nikolaus. András è menzionato nel 1250 come patrono del monastero di Sárvár, ne comitato di Szatmár.
Nel 1279, re Ladislao IV ricompensò il fratello di András, Hados, oltre che i suoi figli György, Benedek e Bereck, per i loro servizi militari, accordandogli Bátor nel comitato di Szabolcs. 
Dal 1310 Bátor divenne possedimento esclusivo di Bereck, quando raggiunse un accordo con suo nipote Michael e suo cugino Vid, affinché si dividessero i possedimenti comuni. Dopo ciò, Bereck e i suoi discendenti si fecero chiamare "di Bátor", o Báthory.

## Rami familiari
La famiglia era divisa in due rami maggiori, discendenti dai figli e nipoti di Bereck:
- Báthory di Somlyó, il ramo più antico, che discende da János, conte di Szatmár, primogenito di Bereck, attraverso il suo primo figlio László (morto nel 1373). László, Conte di Szabolcs, sposò Anna Meggyesi e ricevette Somlyó come dote.[5] Dal ramo di Somlyó si ebbero poi due divisioni:
  - Báthory di Simolin, discendente dal fratello più giovane di László, György II.[6]
  - Szaniszlófi, famiglia sorta dai pronipoti di László nella seconda metà del XV secolo, a seguito dell'abbandono del nome Báthory da parte dei discendenti.[7]
- Báthory di Ecsed, ramo più giovane della famiglia, il cui avo è Lökös, ultimogenito di Bereck. Lökös possedeva larghe tenute a Szatmár ed aveva ricevuto dal re Caroberto la Signoria dell'Ecsed.[6][7][8] Questo ramo, avendo conservato i possedimenti di Bátor, è anche chiamato "di Bátor" o, essendo il più giovane, "Nyírbátor" (Nuovo Báthory).[4]

## Storia

### Rami maggiori - Ecsed e Somlyó

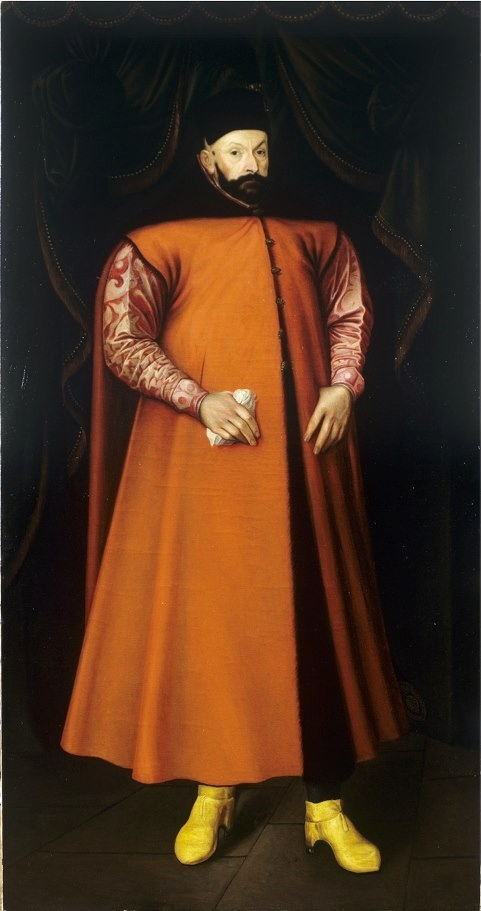
István Báthory, Re di Polonia

Il ramo di Ecsed accrebbe la propria importanza con i figli del nipote di Lökös, János V. Il suo primogenito Bertalan I morì in battaglia nel 1432, combattendo nella Crociata Hussita. Il secondogenito, István III divenne Palatino d'Ungheria e nel 1444 morì nella battaglia di Varna, combattendo come portabandiera di Ladislao III Jagellone. Ricevette inoltre il castello di Bujak dal re Alberto d'Asburgo.
Dei sei figli di István, László V fu conte delle contee di Szatmár e Szarand, il secondogenito András III venne confermato come signore di Bujak; il terzo figlio, István V, fu un noto comandante e fu fatto voivoda della Transilvania, divenendo il primo di una lunga discendenza di voivodi Báthory nel paese. Il figlio più giovane, Miklós III, prima vescovo di Sirmio e poi di Vác, fu uno studioso del Rinascimento e svolse l'incarico di consigliere del re Mattia Corvino.
István VII dapprima fu conte di Temesvár e nel 1519 venne eletto Palatino d'Ungheria, sebbene abbia dovuto fronteggiare l'opposizione della nobiltà. Nel 1526 ha preso parte alla disastrosa battaglia di Mohác, combattuta contro gli Ottomani, e nella quale perì Luigi II.
Dopo tale battaglia, l'Ungheria fu dilaniata dal conflitto dalle rivalità dinastiche all'interno della casata reale. I due rami della famiglia Báthory, coinvolti nella lotta di successione, non combatterono dalla stessa parte ma appoggiarono ognuno il proprio pretendente al trono. Il ramo di Ecsed sostenne gli Asburgo: István VII, che era sopravvissuto alla battaglia, fuggì a Presburgo (l'odierna Bratislava) assieme alla vedova del re Luigi, dove organizzò l'elezione di Ferdinando d'Austria come re d'Ungheria. Nel 1550, Ferdinando ottenne rapidamente il controllo della Transilvania, e l'anno seguente, nel 1551, nominò il proprio tenente Bonaventura, nipote di István, governatore della regione.
Il ramo di Somlyó, d'altra parte, supportò Janos Zápolya, che era stato eletto re da gran parte della nobiltà ungherese. Zápolya nominò István VIII Voivoda di Transilvania, ed egli governò fino alla propria morte, nel 1534. Più tardi, gli interessi dei Zápolya furono rappresentati presso la corte asburgica dal figlio del Voivoda, István IX Báthory, che sarebbe poi diventato Principe di Transilvania e Re di Polonia.
In seguito György VI Báthory, del ramo di Ecsed, fu persuaso da István IX a passare dalla parte di Zápolya, perdendo così il possesso del castello di Bujak. György rafforzò l'alleanza con István sposando sua figlia Anna, unendo così i due rami della famiglia. Anna Báthory era la vedova dell'ultimo discendente della famiglia Dragfi e così György acquisì i castelli precedentemente appartenuti ai Dragfi stessi. Da quando la corona ottenne legalmente i possedimenti dei Dragfi, gli Asburgo obbligarono György a cedere i castelli e a ritirarsi presso Csitsva, nel comitato di Zemplén.
Dal matrimonio fra György VI e Anna Báthory nacque la celebre Erzsébet Báthory, nota per aver compiuto presunti numerosi omicidi e atti di sadismo.

### Rami minori - Simolin
Il ramo minore dei Báthory di Simolin, discendente dai Báthory di Somlyó, nel XV secolo, a seguito della morte senza eredi di György e László, vendette la propria eredità al capofamiglia del ramo di Somlyó.
Il ramo ha avuto grandi proprietà in Prussia ed in Curlandia, mentre alcuni membri servirono le imperatrici russe Elisabetta e Caterina II come diplomatici. Nel XIX secolo, dopo l'estinzione degli altri rami, i Simolin richiesero il nome e il titolo di Conti Báthory, e nel 1852 il governo russo confermò la legittimità delle loro richieste.

## Membri famosi dei Báthory di Somlyó
- István VIII Báthory (1477-1534), Voivoda di Transilvania.
- István IX Báthory (1533-1586), ultimogenito di István VIII, coivoda (e più tardi principe) di Transilvania, re di Polonia e granduca di Lituania.
- Kristóf Báthory (1530-1581), figlio di Stephen István di Somlyó e fratello maggiore del Re di Polonia, amministrò la Transilvania in veste di voivoda durante l'assenza di suo fratello.
- Zsigmond Báthory (1572-1613), figlio di Kristóf, principe di Transilvania.
- Andrea (András) Báthory (1562/1566-1599), cardinale, cugino di Sigismund, principe di Transilvania, Gran Maestro dell'Ordine del Drago.
- Gábor I Báthory (1589-1613), nipote di András, principe di Transilvania.
- Zsófia Báthory (morta nel 1680), nipote di Gábor  Báthory, sposò Giorgio II Rákóczi, unendo così le famiglie Báthory e Rákóczi; promosse il cattolicesimo.

## Membri famosi dei Báthory di Ecsed

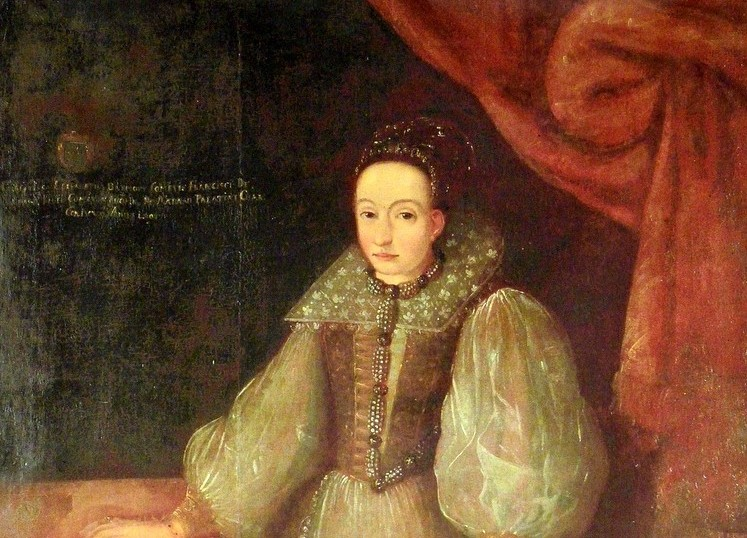
Contessa Erzsébet Báthory

- Stefano (István) III Báthory (morto nel 1444), palatino d'Ungheria.
- Stefano (István) V Báthory (morto nel 1493), voivoda di Transilvania.
- Barbora Báthory, figlia di András III, sposo il palatino Emericus de Perén.
- György V Báthory, figlio di András III, Agazonum regalium magister, conte di Sümegh.
- Stefano (István) VII Báthory (morto nel 1530), figlio di András III, comandante ungherese, Palatino d'Ungheria.
- András IV Báthory, figlio di András III, bano di Belgrado, conte di Szatmár, sposò Caterina di Rozgon, che gli consegnò in dote i castelli di Csitsva, Cserép, Rozgon e Thora.
- Bonaventura Báthory (chiamato dai propri soldati András) (morto nel 1566), primogenito di András IV, conte di Szatmár e Szabolcs, successivamente tabernicorum regalium magister e giudice reale. Si sposò due volte senza avere figli.
- Nicola VI Báthory (morto nel 1585), figlio di András IV, giudice reale.
- György VI Báthory, figlio di András IV, padre di Erzsébet Báthory.
- Stefano (István) XII Báthory (morto nel 1605), figlio di György VI, giudice reale nelle contee di Sümegh e Szatmár, conte di Szabolcs, appoggiò la ribellione anti-asburgica di István Bocskai.
- Gábor Báthory, fratello più giovane di István XII, fu l'ultimo membro di sesso maschile del ramo di Ecsed. Non è chiaro se sia morto prima o dopo le proprie sorelle Erzsébet e Zsófia.
- Erzsébet Báthory (morta nel 1614), figlia di György VI e nipote per parte materna del re di Polonia Stefano I Báthory, nota come la "Contessa sanguinaria".